# Brněnka
Brněnka je maloobchodní síť prodejen potravin, soustředěných v Brně a v jeho okolí. Funguje na principu franšízy a vznikla v červenci 1997 s cílem udržení konkurenceschopnosti malých prodejen vůči velkým hypermarketům. Jednateli zastřešující společnosti Maloobchodní síť BRNĚNKA, spol. s r.o., jsou Dagmar Demagny a Miloš Škrdlík. Síť ve svém logu používá známého brněnského draka.
Brněnka patří mezi největší české franšízy. V roce svého vzniku sdružovala jen 23 brněnských prodejen, každý rok jejich počet ale pravidelně stoupal a v roce 2010 jich bylo už více než desetkrát tolik, zasahovala na území krajů Jihomoravského i Vysočiny. Přímo v Brně je mnoho prodejen v rámci strategie co nejužšího kontaktu se zákazníkem umístěno v centru města, tzv. „na rohu“. V Brněnce lze najít především potraviny lokální produkce, protože se snaží podporovat regionální výrobce. Nabízí také fair trade a bio výrobky.